# Ariwara no Muneyana
Ariwara no Muneyana lub Ariwara no Munehari (jap. 在原棟梁 Ariwara no Muneyana; rok ur. nieznany, zm. 898) – najstarszy syn Ariwary no Narihiry, brat Ariwary no Shigeharu. Japoński poeta i dworzanin, tworzący w okresie Heian. Służył cesarzom Seiwa, Yōzei, Kōkō, Uda, i prawdopodobnie także Daigo. Pełnił m.in. funkcję namiestnika prowincji Chikuzen. Zaliczany do Trzydziestu Sześciu Średniowiecznych Mistrzów Poezji. Cztery poematy jego autorstwa zamieszczone zostały w Kokin wakashū, cesarskiej antologii poezji okresu Heian, zleconej w 905 roku.
Synem Ariwary no Muneyany był Ariwara no Motokata, również dworzanin i poeta.